# Antoine Roblot
Antoine Roblot, né le 4 décembre 1926 à Paris où il est mort le 7 janvier 2023,, est un écrivain dans la mouvance des dits « Hussards », acteur associé à la Nouvelle Vague, et documentariste français.

## Biographie
Antoine Maurice Marie Roblot est le quatrième et dernier enfant de Mathilde Tavernier et de Guillaume Roblot, agent de change à Paris. Son grand-père paternel possède le château de Saint-André-d'Hébertot.
En 1951, il se marie avec Nicole de Buron. Après des débuts chez Panhard,, il crée la Société nouvelle des constructions industrialisées avec (entre autres) son ami Michel Bataille et surtout Jean Prouvé,. La maison préfabriquée en métal dite  "des jours meilleurs" devait offrir un abri aux plus démunis.
Dans les années 1960, devenu directeur commercial chez Hachette, navigateur au long cours et une personnalité hors normes des nuits parisiennes, Louis Malle lui confie le rôle de Charles, le chauffeur de taxi, dans Zazie dans le métro (1960),. Il apparaît ensuite dans Vie privée, dans le rôle du paparazzo dont le flash provoque la chute fatale de Jill (Brigitte Bardot). Il est alors en couple avec Jenny Pollet,, sœur du réalisateur Jean-Daniel Pollet. Ils jouent tous deux dans Les Désarrois de l'élève Törless, premier long métrage de Volker Schlöndorff, et Prix de la Critique Internationale au 20e Festival de Cannes.
En 1960, son premier roman, Marie et Maria, est publié aux éditions de la Table Ronde. En 1985, il reçoit le prix Roger Nimier pour Un beau match ou Trois mille six cent secondes,,,,,.
En 1982, avec Christophe de Ponfilly et Véronique Barbey, il fonde l'agence de presse Interscoop et sillonne le monde pour réaliser des documentaires de grand reportage. Antoine Blondin, qui s'y était toujours refusé, accepte un film d'entretiens diffusé sur France 3 (1987),.
Marié quatre fois et père de deux filles, Antoine Roblot a continué sur la voie de l'écriture.

## Écrivain
- 1960 : Marie et Maria, La Table Ronde.  (ISBN 2710314347)
- 1968 : La moitié du voyage, Juillard[25].  (ISBN 9782260035176)
- 1975 : Jesus in quel tempo, nel nostro tempo, auteur et directeur d'ouvrage (collectif), Edizioni Paoline, Italien, vol.2, 385 p., illustré par Rodolfo Rinaldi.
- 1976 : Jesus in quel tempo, nel nostro tempo, auteur et directeur d'ouvrage (collectif), Edizioni Paoline, Italien, vol.2, 389 p., illustré par Rodolfo Rinaldi.
- 1984 : Un beau match ou Trois mille six cent secondes, La Table Ronde (prix Roger Nimier).  (ISBN 2710302012 et 978-2710302018).
- 2019 : Cahiers Bataille, no 4, auteur (ouvrage collectif), éditions Les Cahiers.  (ISBN 979-10-95977-03-2)

## Acteur
- 1960 : Zazie dans le métro de Louis Malle), dans le rôle de Charles, le chauffeur de taxi.
- 1961 : Les Mauvais Coups de François Leterrier.
- 1962 : Vie privée de Louis Malle, Alain le photographe.
- 1964 : Les Baisers, sketch Baiser du Soir, de Jean-François Hauduroy, dans le rôle de Jacques[26].
- 1966 : Les Désarrois de l'élève Törless de Volker Schlöndorff, dans le rôle du deuxième professeur.
- 1980 : Chère inconnue de Moshé Mizrahi, le médecin.
- 1988 : Les Orages de la guerre (War and Remembrance), Dan Curtis, dans le rôle du Dr Roblot.
- 1996 : Le Fils de Gascogne de Pascal Aubier[27].

## Documentaires
- 1967 : Autoportrait Lucien Bodard, journaliste Antoine Roblot, ORTF.
- 1987 : Antoine Blondin, Christophe de Ponfilly, Jean-François Giré et Antoine Roblot, Interscoop/France 3 (prod)[28].